# 小行星4396
小行星4396（英語：4396 Gressmann）是一颗围绕太阳公转的小行星。1981年5月3日，愛德華·鮑威爾在可可尼诺县发现了此天体。
这颗小行星的绝对星等为251.1192574306481等。